# Wapen van Amay

Het wapen van Amay

Het wapen van Amay werd op 22 december 1994 aan de Luikse gemeente Amay toegekend.

## Geschiedenis
Het wapen is dat van de familie d'Amay (of d'Amaing), die tot in 1332 over de heerlijkheid Amay heersten.

## Blazoen
Het wapen wordt als volgt omschreven:
D'or à trois pals d'azur, au chef de gueules.
In goud drie palen van azuur met een schildhoofd van keel.— 22 december 1994.